# Kazimiera Marczyńska
Kazimiera Marczyńska z d. Żylińska (ur. 10 grudnia 1895 w Lipkowie, zm. 12 listopada 1959 w Łodzi) – nauczycielka, działaczka oświatowa i posłanka.

## Życiorys
Marczyńska pochodziła ze zubożałej szlachty. Urodziła się i wychowała w dworku w Lipkowie. Pracowała jako nauczycielka we wsi Strzałków, w 1915 dołączyła do Związku Nauczycielstwa Polskiego, a także działała w Polskiej Organizacji Wojskowej. Była absolwentką pedagogiki na Uniwersytecie Poznańskim (1924). Następnie uczyła historii w szkołach średnich i działała społecznie. Wyjechała do Łodzi, gdzie podjęła się organizacji szkolnictwa zawodowego dla kobiet. W 1929 została dyrektorką Szkoły Gospodarczo-Społecznej Stowarzyszenia „Służba Społeczna” oraz była inicjatorką budowy gmachu szkoły przy ul. Wodnej 40, w którym szkoła funkcjonowała pod nazwą Państwowa Szkoła Przemysłowo-Handlowa Żeńska.
Marczyńska była działaczką Związku Pracy Obywatelskiej Kobiet (ZPOK), walczącego o równouprawnienie kobiet. Jako liderka stowarzyszenia przemawiała na wiecach oraz wygłaszała odczyty. Wzięła udział w wyborach do Sejmu III kadencji (1930–1935) dostając się z listy Bezpartyjnego Bloku Współpracy z Rządem, pomimo startu z odległego miejsca na liście. Jej kandydatura została wysunięta w miejsce Jana Piłsudskiego W Sejmie była sekretarzem Komisji Oświatowej, w ramach której była zaangażowana w przyjęcie reformy oświaty, przygotowanej przez ministra Janusza Jędrzejewicza. Nie ubiegała się o mandat w kolejnych wyborach. W latach 1934–1935 była radną Rady Miejskiej w Łodzi.
W czasie II wojny światowej działała w Związku Walki Zbrojnej (ZWZ), a następnie w Armii Krajowej (AK). W 1939 aresztowana przez niemieckiego okupanta za przynależność do siatki zajmującej się kolportażem prasy AK. Została skazana na śmierć poprzez ścięcie głowy toporem. Karę zamieniono jednak na zesłanie do Generalnego Gubernatorstwa. Dzięki jej staraniom udało ocalić się dwa sztandary łódzkich gimnazjów: im. Stefana Żeromskiego oraz im. Mikołaja Kopernika. Zostały one ukryte w majątku jej męża w Prusinowie. Po wojnie sztandary powróciły do swoich szkół.
Po wojnie zajmowała się reaktywacją żeńskiego szkolnictwa zawodowego. Do 1956 kierowała jeszcze reaktywowaną przedwojenną Szkołą Przemysłowo-Handlową Żeńską

### Życie prywatne
Marczyńska pochodziła z rodziny szlacheckiej, pozbawionej majątku za pomoc powstańcom. Jej ojcem był Ignacy Żyliński. Musiał wyuczyć się zawodu szewca, jednak pracował jako rządca w majątkach ziemskich. Jej matką była Kazimiera z domu Pińkowska – guwernantka i nauczycielka języka francuskiego. Marczyńska miała troje rodzeństwa. Jedną z jej sióstr była Anna Braunowa – matka seksuolog, Michaliny Wisłockiej. Mężem Marczyńskiej był Jan Marczyński – nauczyciel i działacz oświatowy. Ojcem chrzestnym ich syna był Józef Piłsudski, z którym Marczyńscy utrzymywali przyjazne stosunki.
Została pochowana wraz z mężem w części rzymskokatolickiej Starego Cmentarza w Łodzi.

## Odznaczenia
- Odznaka pamiątkowa Polskiej Organizacji Wojskowej,
- Krzyż Niepodległości[4].

## Upamiętnienie
W Łodzi w 1994 bezimiennej ulicy na terenie osiedla Łagiewniki nadano nazwę ul. Kazimiery i Jana Marczyńskich.